# Fedra (film)

Raf Vallone nel ruolo di Thanos

Fedra  (Phaedra) è un film del 1962 diretto da Jules Dassin che ambienta il mito greco creato da Euripide nell'epoca contemporanea. La versione di riferimento è però quella del drammaturgo francese Racine. Il film fu voluto dal regista Jules Dassin per confermare e consolidare il successo internazionale della moglie Melina Merkouri iniziato con il film Mai di domenica. Anche in questo film l'attrice ha modo di cantare due canzoni che sono diventate molto popolari in Grecia.

## Trama
Fedra è la seconda moglie del ricco armatore Thanos ma si innamora del figlio di costui Alexis. Nonostante si rendano conto del pericolo non riescono a trattenere la loro infuocata passione.
Thanos vuole che il figlio si sposi con una ricca ereditiera ma Fedra gelosa gli racconta la verità. L'uomo scaccia il figlio che si uccide e poco dopo anche Fedra si toglie la vita.